# 张涌泉
张涌泉，浙江义乌人，浙江大学敦煌学研究中心主任、古籍研究所所长。入选中华人民共和国教育部第七批"长江学者"特聘教授，曾就读于杭州大学中文系、四川大学中文系。